# Duby nad Pozorkou
Duby nad Pozorkou jsou památné stromy nad osadou Pozorka v Kladrubech. Oba přibližně čtyřistapadesátileté duby letní stojí po levé straně silnice č. 193 na Skapce jen několik metrů nad kladrubským klášterem. Jsou zbytkem veliké aleje, kterou zničila vichřice v roce 1843. Dub rostoucí blíž ke klášteru má obvod 713 cm a dosahuje výšky 21 m, dutinu jeho kmene a jedné z hlavních větví zakrývá dřevěná stříška. Mnohem vitálněji vypadající druhý dub má obvod kmene 626 cm a výšku 23 m (měření 2000). Stromy jsou chráněny od roku 1983 pro svůj vzrůst, věk a jako součást kulturní památky.

## Stromy v okolí
- Dub u Kráčny
- Dub u Senětické hájenky
- Lípa u Petrova mlýna
- Topol bílý v Pozorce